# Петлюра Віктор Володимирович
Петлюра Віктор Володимирович (рос. Петлюра Виктор Владимирович; нар. 30 жовтня 1975) — російськомовний співак українського походження, виконавець російського шансону. Не плутати з Юрієм Барабашем (псевдонім «Петлюра», він останній виконував пісні в аналогічному жанрі і загинув в автокатастрофі за 3 роки до випуску першого альбому Віктора Петлюри).

## Життєпис

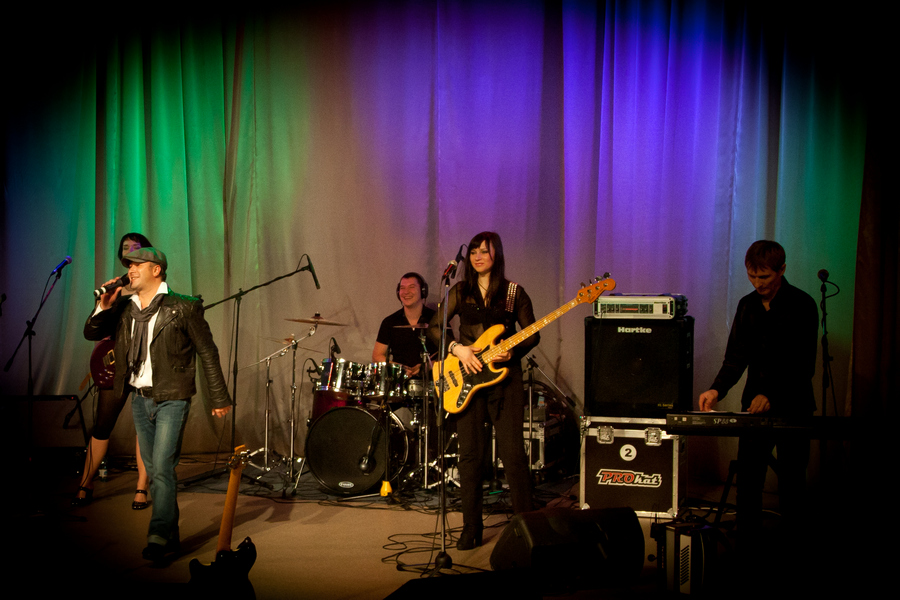
Концерт Віктора Петлюри. 2013 р.

Народився 30 жовтня 1975 року в Криму, в місті Сімферополь. З ранніх років мріяв стати музикантом, до 11-ти років освоїв гітару, виконував народні та дворові пісні. До 13-ти років створений музичний колектив, з'явилися авторські пісні, в основному, на ліричну тему.  
Роком пізніше колектив запрошують до клубу самодіяльності одного з сімферопольських заводів, в якому існувала пристойна репетиційна база і регулярні концертні виступи. Саме в цей період почалося професійне зростання артиста, пошук близького за духом стилю і напрямку. 
Закінчивши дев'ять класів середньої школи, Віктор і його товариші йдуть в училище і створюють там новий колектив, присвячуючи весь час репетиціям. В цей же час Віктора запрошують гітаристом і вокалістом в один з ресторанів Сімферополя і, враховуючи рівень його професіоналізму, — викладачем гри на акустичній гітарі в один із міських клубів. З цього моменту почалося музичне життя: перші професійні записи та виступи, участі в конкурсах і фестивалях. 
З часом Віктор усвідомлено приходить до жанру так званого російського шансону. Близько п'яти років музикант не наважувався на запис альбому, 1999 року з'являється дебютний сольний альбом «Голубоглазая». 2000 року вийшов другий альбом «Тебя не вернуть». 
Запис перших двох альбомів проходив на орендованій студії, де писали поп і рок-музику. Складнощі при записі перших двох альбомів підштовхнули Віктора до створення власної звукозаписної студії. З часом він зібрав колектив, з яким артист співпрацює:  
- Ілля Танч (поет),
- Костянтин Отаманів і
- Роллан Мумджі (аранжування),
- Катерина Перетятько та
- Ірина Мелінцова (бек-вокал),
- Євген Кочемазов (аранжування і бек-вокал).

Основну частину роботи співак воліє робити сам. 
Віктор усе своє життя присвятив «творчості». Єдина пісня з українською мовою — Шереметьєво-Бориспіль.

## Особисте життя
- Проживає в Москві.
- Одружений, є син.

## Дискографія
Автор 13 альбомів:
- Голубоглазая (1999)
- Тебя не вернуть (2000)
- Брат (2001)
- Север (2001)
- Судьба (2002)
- Сын прокурора (сборник) (2002)
- Седой (2003)
- Свиданка (2004)
- Парень в кепке (збірка, 2004)
- Чёрный ворон (2005)
- Приговор (2007)
- Берег (2008)
- Два полюса (2013)
- Самая любимая в мире женщина (2014)